# Prostanoïde

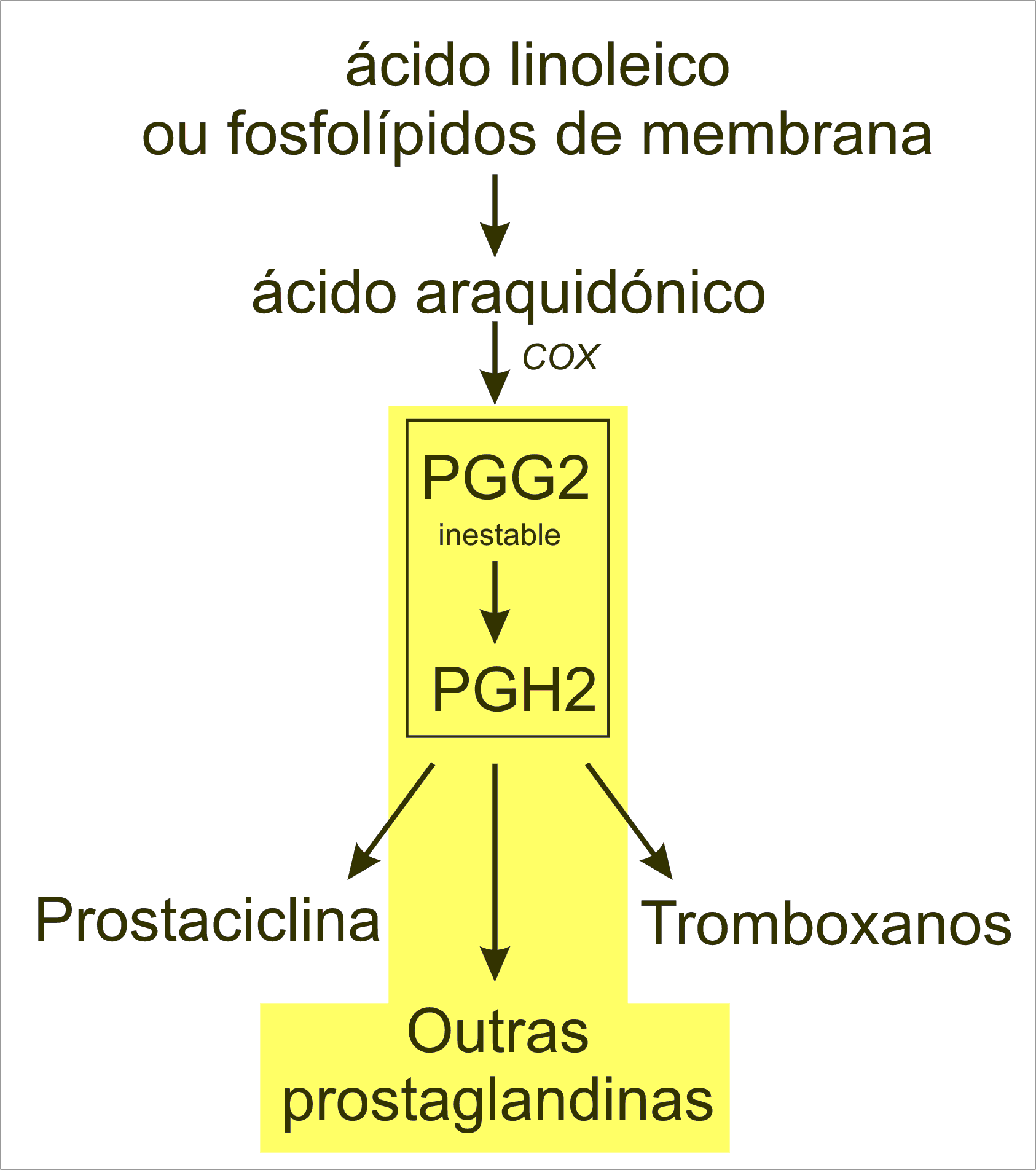
Diagramme de la synthèse de prostanoïdes.

Les prostanoïdes sont des eicosanoïdes synthétisés par l'entremise d'un groupe d'enzymes, les cyclooxygénases (COX). Les prostaglandines, les prostacyclines et les thromboxanes en font partie.
On distingue les prostanoïdes selon l'acide gras dont ils dérivent :
- série 1: acide gamma-linolénique
- série 2: acide arachidonique
- série 3: acide eicosapentaénoïque

## Fonctions
Les prostanoïdes jouent un rôle essentiel comme médiateurs dans des processus variés, entre autres : l'inflammation, l'agrégation plaquettaire, la vasoconstriction, la vasodilatation, la régulation du transport d'eau et d'ions, la motilité gastro-intestinale et l'activité neuronale.